# Chase Jackson
Pour les articles homonymes, voir Jackson.
Chase Jackson (née Ealey le 20 juillet 1994 à Los Alamos) est une athlète américaine, spécialiste du lancer du poids, championne du monde en 2022 à Eugene et en 2023 à Budapest.

## Biographie
Chase Ealey devient pour la première fois championne des États-Unis en salle en 2019 avec la marque de 18,62 m. En juin, elle s'impose lors du meeting de Shanghai.
Elle se classe 7e des championnats du monde 2019 à Doha avec 18,82 m.

### Double championne du monde (2022-2023)
En début de saison 2022, Chase Ealey glane la médaille d'argent des championnats du monde en salle à Belgrade en établissant un nouveau record d'Amérique du Nord, d'Amérique centrale et des Caraïbes en salle avec 20,21 m. Elle est devancée par la Portugaise Auriol Dongmo. 
Elle s'illustre ensuite sur le circuit de la Ligue de diamant 2022 en s'imposant aux meetings de Doha (19,51 m) puis d'Oslo (20,13 m, nouveau record personnel). Elle décroche un deuxième titre de championne des États-Unis, le 26 juin, en portant son record à 20,51 m. 
Le 16 juillet 2022, aux championnats du monde à Eugene, elle s'adjuge le titre mondial en réalisant un lancer à 20,49 m dès son premier essai. Elle devance la tenante du titre Gong Lijiao (20,39 m) et la Néerlandaise Jessica Schilder (19,77 m) et devient la première athlète américaine titrée dans cette épreuve.
Ealey conserve sa couronne l'année suivante aux Mondiaux de Budapest en réussissant un jet à 20,43 m à sa cinquième tentative, devant la Canadienne Sarah Mitton et Gong Lijiao. Elle conclut sa saison lors de la finale de la Ligue de diamant à Eugene où elle lance à 20,76 m, signant ainsi un nouveau record personnel et un nouveau record des Etats-Unis, lequel était détenu par Michelle Carter depuis 2016.

## Palmarès

### International
| Date | Compétition                    | Lieu             | Résultat | Marque  |
| ---- | ------------------------------ | ---------------- | -------- | ------- |
| 2019 | Championnats du monde          | Doha             | 7e       | 18,82 m |
| 2022 | Championnats du monde en salle | Belgrade         | 2e       | 20,21 m |
| 2022 | Championnats du monde          | Eugene           | 1re      | 20,49 m |
| 2022 | Ligue de diamant               | Ligue de diamant | 1re      |         |
| 2023 | Championnats du monde          | Budapest         | 1re      | 20,43 m |
| 2023 | Ligue de diamant               | Ligue de diamant | 1re      | 20,76 m |
| 2024 | Championnats du monde en salle | Glasgow          | 3e       | 19,67 m |
| 2025 | Championnats du monde en salle | Nankin           | 3e       | 20,06 m |

### National
- Championnats des États-Unis d'athlétisme
  - vainqueur en 2019 et 2022
- Championnats des États-Unis d'athlétisme en salle
  - vainqueur en 2019 et 2020

## Records
| Épreuve         | Épreuve   | Marque        | Lieu     | Date              |
| --------------- | --------- | ------------- | -------- | ----------------- |
| Lancer du poids | Plein air | 20,76 m (NR)  | Eugene   | 16 septembre 2023 |
| Lancer du poids | Salle     | 20,21 m (=AR) | Belgrade | 19 mars 2022      |